# Sulcia occulta
Sulcia occulta là một loài nhện trong họ Leptonetidae.
Loài này thuộc chi Sulcia. Sulcia occulta được J. Kratochvíl miêu tả năm 1938.